# 乙硼烷(4)
乙硼烷(4) 是一种瞬态无机化合物，化学式 B
2H
4。 稳定的乙硼烷(4)衍生物是已知的。
乙硼烷(4) 可以由乙硼烷(6)被氟原子夺走两个氢原子而成。这可以通过光致游离质谱检测到。  计算研究预测了乙硼烷(4)的一种结构。除了两个氢原子和硼原子之间存在二中心二电子键之外，还有两个氢原子通过三中心二电子键桥接两个硼原子。此外，两个硼原子之间也互相键合。 
乙硼烷(4)的几种稳定衍生物已有报道。 